# Troglava nadlaktna mišica
Troglava nadlaktna mišica (latinsko musculus triceps brachii) je mišica nadlakti sestavljena iz treh glav (caput longum, caput laterale in caput mediale). Najkrajša je medialna glava, ki jo prekrivata dolga in lateralna glava. Med medialno in lateralno glavo je brazda radialnega živca in globoke nadlahtnične arterije.
Dolga glava izvira iz tuberculuma infraglenoidale lopatice, lateralna in medialna pa iz dorzalne ploskve nadlahtnice. Pripenja se na olecranon podlahtnice.
Troglava nadlaktna mišica skrbi za ekstenzijo komolčnega sklepa.
Oživčuje jo radialni živec (C6 do C8).